# Сан Симон (Аризона)
Сан Симон (енгл. San Simon) насељено је место без административног статуса у америчкој савезној држави Аризона.

## Демографија
По попису из 2010. године број становника је 165.
| Група             | 2000.    | 2010.       |
| Белци             | 0 (0,0%) | 107 (64,8%) |
| Афроамериканци    | 0 (0,0%) | 0 (0,0%)    |
| Азијати           | 0 (0,0%) | 2 (1,2%)    |
| Хиспаноамериканци | 0 (0,0%) | 50 (30,3%)  |
| Укупно            | 0        | 165         |